# گمینا زوولا
گمینا زوولا (به لهستانی:  Gmina Dzwola) یک گمینا در لهستان است که در شهرستان یانوف لوبلسکی واقع شده‌است. گمینا زوولا ۲۰۳٫۱ کیلومتر مربع مساحت و ۶٬۵۱۴ نفر جمعیت دارد.